# Relais mondiaux
Les Relais mondiaux de la WA ou Challenge mondial des relais (en anglais : World Athletics Relays) sont une compétition annuelle d'athlétisme organisée par World Athletics. Elle est constituée exclusivement d'épreuves de relais sur piste. La compétition sert également de sélection pour les épreuves de 4 × 100 m et de 4 × 400 m en vue des futurs championnats du monde et des Jeux olympiques.

## Épreuves
Cinq épreuves masculines et cinq féminines figurent au programme de la première édition, en 2014 : le relais 4 × 100 mètres, le relais 4 × 200 mètres, le relais 4 × 400 mètres, le relais 4 × 800 mètres et le relais 4 × 1 500 mètres. En 2015, l'épreuve du distance medley relay (1 200 m, 400 m, 800 m, 1 600 m) remplace le 4 × 1 500 mètres. En 2017, le distance medley relay est retiré du programme. En 2019, apparait deux relais mixtes : le relais de haies navette et le relais 2 × 2 × 400 mètres. En 2025, le relais mixte 4x100m est ajouté.

## Éditions
Les premières éditions de cette compétition se déroulent en 2014, 2015 et 2017 à Nassau, aux Bahamas, au sein du Stade Thomas-Robinson, et s'étalent sur deux jours.
| Édition | Édition | Lieu     | Date                | Stade                          | Épreuves |
| ------- | ------- | -------- | ------------------- | ------------------------------ | -------- |
| 1       | 2014    | Nassau   | 24 et 25 mai 2014   | Stade Thomas-Robinson          | 10       |
| 2       | 2015    | Nassau   | 2 et 3 mai 2015     | Stade Thomas-Robinson          | 10       |
| 3       | 2017    | Nassau   | 22 et 23 avril 2017 | Stade Thomas-Robinson          | 9        |
| 4       | 2019    | Yokohama | 11 et 12 mai 2019   | International Stadium Yokohama | 9        |
| 5       | 2021    | Chorzów  | 1er et 2 mai 2021   | Stade de Silésie               | 9        |
| 6       | 2024    | Nassau   | 4 et 5 mai 2024     | Stade Thomas-Robinson          | 5        |
| 7       | 2025    | Canton   | 10 et 11 mai 2025   | Stade olympique du Guangdong   | 6        |

## Épreuves
| Épreuve                   | Épreuve | Année | Année | Année | Année | Année | Année |      |
| Discipline                | Genre   | 2014  | 2015  | 2017  | 2019  | 2021  | 2024  | 2025 |
| ------------------------- | ------- | ----- | ----- | ----- | ----- | ----- | ----- | ---- |
| Relais 4 × 100 mètres     | Hommes  | X     | X     | X     | X     | X     | X     | X    |
| Relais 4 × 100 mètres     | Femmes  | X     | X     | X     | X     | X     | X     | X    |
| Relais 4 × 100 mètres     | Mixte   |       |       |       |       |       |       | X    |
| Relais 4 × 400 mètres     | Hommes  | X     | X     | X     | X     | X     | X     | X    |
| Relais 4 × 400 mètres     | Mixte   |       |       | X     | X     | X     | X     | X    |
| Relais 4 × 400 mètres     | Femmes  | X     | X     | X     | X     | X     | X     | X    |
| Relais de haies navette   | Mixte   |       |       |       | X     | X     |       |      |
| Relais 4 × 200 mètres     | Hommes  | X     | X     | X     | X     | X     |       |      |
| Relais 4 × 200 mètres     | Femmes  | X     | X     | X     | X     | X     |       |      |
| Relais 2 × 2 × 400 mètres | Mixte   |       |       |       | X     | X     |       |      |
| Relais 4 × 800 mètres     | Hommes  | X     | X     | X     |       |       |       |      |
| Relais 4 × 800 mètres     | Femmes  | X     | X     | X     |       |       |       |      |
| Distance medley relay     | Hommes  |       | X     |       |       |       |       |      |
| Distance medley relay     | Femmes  |       | X     |       |       |       |       |      |
| Relais 4 × 1 500 mètres   | Hommes  | X     |       |       |       |       |       |      |
| Relais 4 × 1 500 mètres   | Femmes  | X     |       |       |       |       |       |      |

## Records des championnats

### Hommes
| Discipline            | Performance    | Athlète                                                                 | Date        | Lieu   | Réf.  |
| --------------------- | -------------- | ----------------------------------------------------------------------- | ----------- | ------ | ----- |
| 4 × 100 mètres        | 37 s 38        | États-Unis Mike Rodgers Justin Gatlin Tyson Gay Ryan Bailey             | 2 mai 2015  | Nassau |       |
| 4 × 200 mètres        | 1 min 18 s 63  | Jamaïque Nickel Ashmeade Warren Weir Jermaine Brown Yohan Blake         | 24 mai 2014 | Nassau | [ 6 ] |
| 4 × 400 mètres        | 2 min 57 s 25  | États-Unis David Verburg Tony McQuay Christian Taylor LaShawn Merritt   | 25 mai 2014 | Nassau | [ 7 ] |
| 4 × 800 mètres        | 7 min 4 s 84   | États-Unis Duane Solomon Erik Sowinski Casimir Loxsom Robby Andrews     | 3 mai 2015  | Nassau |       |
| 4 × 1 500 mètres      | 14 min 22 s 22 | Kenya Collins Cheboi Silas Kiplagat James Magut Asbel Kiprop            | 25 mai 2014 | Nassau | [ 8 ] |
| Distance medley relay | 9 min 15 s 50  | États-Unis Kyle Merber Brycen Spratling Brandon Johnson Ben Blankenship | 3 mai 2015  | Nassau |       |

### Femmes
| Discipline            | Performance    | Athlète                                                                           | Date        | Lieu   | Réf.   |
| --------------------- | -------------- | --------------------------------------------------------------------------------- | ----------- | ------ | ------ |
| 4 × 100 mètres        | 41 s 88        | États-Unis Tianna Bartoletta Alexandria Anderson Jeneba Tarmoh LaKeisha Lawson    | 24 mai 2014 | Nassau | [ 9 ]  |
| 4 × 200 mètres        | 1 min 29 s 45  | États-Unis Shalonda Solomon Tawanna Meadows Bianca Knight Kimberlyn Duncan        | 25 mai 2014 | Nassau | [ 10 ] |
| 4 × 400 mètres        | 3 min 19 s 39  | États-Unis Phyllis Francis Natasha Hastings Sanya Richards-Ross Francena McCorory | 3 mai 2015  | Nassau |        |
| 4 × 800 mètres        | 8 min 0 s 62   | États-Unis Chanelle Price Maggie Vessey Molly Beckwith-Ludlow Alysia Montaño      | 3 mai 2015  | Nassau |        |
| 4 × 1 500 mètres      | 16 min 33 s 58 | Kenya Mercy Cherono Faith Kipyegon Irene Jelagat Hellen Obiri                     | 24 mai 2014 | Nassau | [ 11 ] |
| Distance medley relay | 10 min 36 s 50 | États-Unis Treniere Moser Sanya Richards-Ross Ajee Wilson Shannon Rowbury         | 2 mai 2015  | Nassau |        |

### Mixte
| Discipline              | Performance   | Athlète                                                                    | Date        | Lieu     | Réf. |
| ----------------------- | ------------- | -------------------------------------------------------------------------- | ----------- | -------- | ---- |
| 4 × 400 mètres          | 3 min 14 s 42 | États-Unis Matthew Boling Lynna Irby Willington Wright Kendall Ellis       | 5 mai 2024  | Nassau   |      |
| 2 × 2 × 400 mètres      | 3 min36 s 92  | États-Unis Ce'Aira Brown Donavan Brazier                                   | 11 mai 2019 | Yokohama |      |
| Relais de haies navette | 54 s 96       | États-Unis Christina Clemons Freddie Crittenden Sharika Nelvis Devon Allen | 11 mai 2019 | Yokohama |      |

## Tableau des médailles
Mis à jour après l'édition 2021.
| Rang  | Nation                     | Or | Argent | Bronze | Total |
| ----- | -------------------------- | -- | ------ | ------ | ----- |
| 1     | États-Unis                 | 22 | 7      | 2      | 31    |
| 2     | Jamaïque                   | 5  | 8      | 6      | 19    |
| 3     | Pologne                    | 3  | 7      | 1      | 11    |
| 4     | Kenya                      | 3  | 6      | 2      | 11    |
| 5     | Allemagne                  | 3  | 1      | 4      | 8     |
| 6     | Italie                     | 2  | 1      | 1      | 4     |
| 7     | Bahamas                    | 1  | 2      | 0      | 3     |
| 8     | Trinité-et-Tobago          | 1  | 1      | 2      | 4     |
| 9     | France                     | 1  | 1      | 1      | 3     |
| 10    | Afrique du Sud             | 1  | 1      | 0      | 2     |
| 10    | Brésil                     | 1  | 1      | 0      | 2     |
| 10    | Canada                     | 1  | 1      | 0      | 2     |
| 13    | Nigeria                    | 1  | 0      | 1      | 2     |
| 13    | Pays-Bas                   | 1  | 0      | 1      | 2     |
| 15    | Cuba                       | 1  | 0      | 0      | 1     |
| 16    | Japon                      | 0  | 2      | 3      | 5     |
| 17    | Australie                  | 0  | 1      | 6      | 7     |
| 18    | Grande-Bretagne            | 0  | 1      | 5      | 6     |
| 19    | Chine                      | 0  | 1      | 2      | 3     |
| 20    | Botswana                   | 0  | 1      | 1      | 2     |
| 21    | Barbade                    | 0  | 1      | 0      | 1     |
| 21    | Biélorussie                | 0  | 1      | 0      | 1     |
| 21    | Irlande                    | 0  | 1      | 0      | 1     |
| 21    | Saint-Christophe-et-Niévès | 0  | 1      | 0      | 1     |
| 25    | Belgique                   | 0  | 0      | 2      | 2     |
| 26    | Équateur                   | 0  | 0      | 1      | 1     |
| 26    | Éthiopie                   | 0  | 0      | 1      | 1     |
| 26    | Portugal                   | 0  | 0      | 1      | 1     |
| 26    | République dominicaine     | 0  | 0      | 1      | 1     |
| 26    | Russie                     | 0  | 0      | 1      | 1     |
| 26    | Slovénie                   | 0  | 0      | 1      | 1     |
| Total | Total                      | 47 | 47     | 56     | 140   |